# Zeuneria melanopeza
Zeuneria melanopeza är en insektsart som beskrevs av Karsch 1889. Zeuneria melanopeza ingår i släktet Zeuneria och familjen vårtbitare. Inga underarter finns listade i Catalogue of Life.